# Farbdifferenz-Konzept

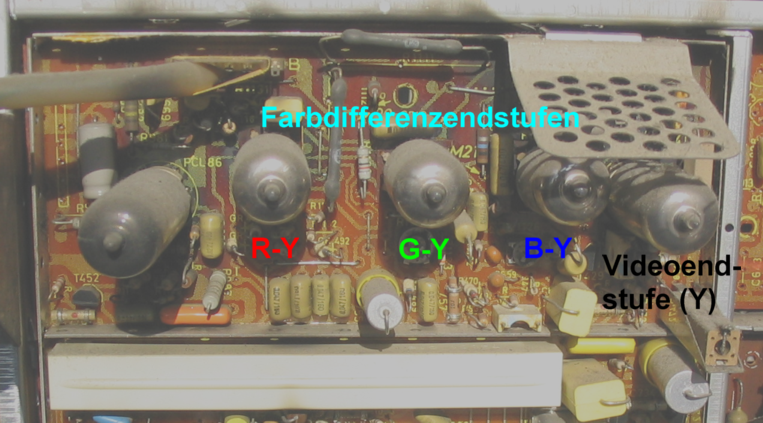
Farbdifferenzendstufen in einem Philips Goya 90 Röhren-Farbfernseher, ca. 1969

Das Farbdifferenz-Konzept beschreibt eine Methode der Farbsignalaufbereitung in einem Farbfernseher. Es wurde bereits in den ersten US-amerikanischen Farbfernsehern nach dem NTSC-System ab 1954 eingesetzt und hat sich auch in Geräten gemäß dem PAL- und SECAM-Farbfernsehstandard bis in die 1970er Jahre gehalten. 
Die drei Farbbildröhren-Kathoden für die Grundfarben Rot, Grün und Blau werden gemeinsam mit dem Helligkeitssignal Y angesteuert. Dieses ist identisch mit dem Schwarzweißbildsignal, wird in voller Bandbreite übertragen und der Farbbildröhre aus dem Y-Verstärker (auch Videoverstärker genannt) zugeführt. 
Im Farbteil werden die drei Farbsignale gewonnen (jeweils Farbart und Farbstärke), jedoch reduziert um den Helligkeitsanteil Y. Es handelt sich also nur um die reinen Farbinformationen R-Y, G-Y und B-Y, auch Farbdifferenz-Signale genannt. Sie werden in den Farbdifferenz-Endstufen verstärkt und den Wehneltzylindern der drei Strahlsysteme zugeführt.
Das Schwarzweißbild wird beim Farbdifferenz-Konzept quasi nachträglich koloriert.

## Vorteile und Nachteile
Das Farbdifferenz-Konzept hat den Vorteil, dass es nur eine breitbandige Videoendstufe mit ca. 5 MHz für das Helligkeits-Signal benötigt, während die Farbdifferenz-Endstufen schmalbandig mit ca. 1,5 MHz ausgelegt werden können. Der schaltungstechnische Aufwand ist geringer als beim heute gebräuchlichen RGB-Konzept. Außerdem kann ein Farbfernseher mit dem Farbdifferenz-Konzept auch bei einem Fehler in den Farbdifferenz-Endstufen oft noch ein sauberes Schwarzweiß-Bild wiedergeben.
Ein Problem ist jedoch die korrekte Darstellung gesättigter Farben im Verhältnis zu Pastellfarben in dunkleren Bildpartien. Infolge der nicht immer völlig linear ansteigenden Kennlinien der Strahlströme in der Farbbildröhre in Abhängigkeit von den Wehneltspannungen muss man bei den Pastellfarben etwas mehr Farbsättigung einstellen (das Farbbild wirkt dadurch bunter als es eigentlich ist). Bei korrekter Pastellfarbenwiedergabe wirken andererseits die farbgesättigten Bildflächen blasser.